# Ampanefena
Ampanefena est une commune rurale malgache, située dans la partie centre-est de la région de Sava.

## Histoire
La commune a été créée le 3 mars 1960.

## Économie
L'agriculture locale produit principalement du riz, de la vanille, du café...

## Projets dont la commune a bénéficié
- FID (1996)
- PAIC (1998)
- PADANE (2001)
- PSDR (2005)